# Anthophora arabica
Anthophora arabica är en biart som beskrevs av Hermann Priesner 1957. Den ingår i släktet pälsbin och familjen långtungebin. Inga underarter finns listade i Catalogue of Life.

## Beskrivning
Anthophora arabica har svart grundfärg, med vit päls i ansiktet och på mellankroppen, i det senare fallet uppblandat med svarta hår så att mellankroppen förefaller grå. Även första och (i mindre utsträckning) andra tergiternba (ovansidans bakkroppssegment) är på samma sätt gråa, medan tergit 3 och 4 är mörkare och tergit 5 är ljus, speciellt på sidorna. Tergit 1 till 4 har dessutom vita hårband på bakkanterna. Undersidan är helt vithårig. Arten är mellan 13 och 14 mm lång.

## Ekologi
Som alla i släktet är arten ett solitärt bi och en skicklig flygare som föredrar torrare klimat. Den flyger tidigt (från slutet av mars till början av april) i Egypten, ännu tidigare (mitten av februari till mars) i Israel. Den besöker bland annat ärtväxter som Astragalus spinosus, korsblommiga växter som Moricandia nitens, och kransblommiga växter som syskan Stachys aegyptiaca'.

## Utbredning
Anthophora arabica förekommer i Egypten och Israel. Den förefaller vara vanligare i Israel än Egypten.